# Jardin pédagogique
 (octobre 2012).

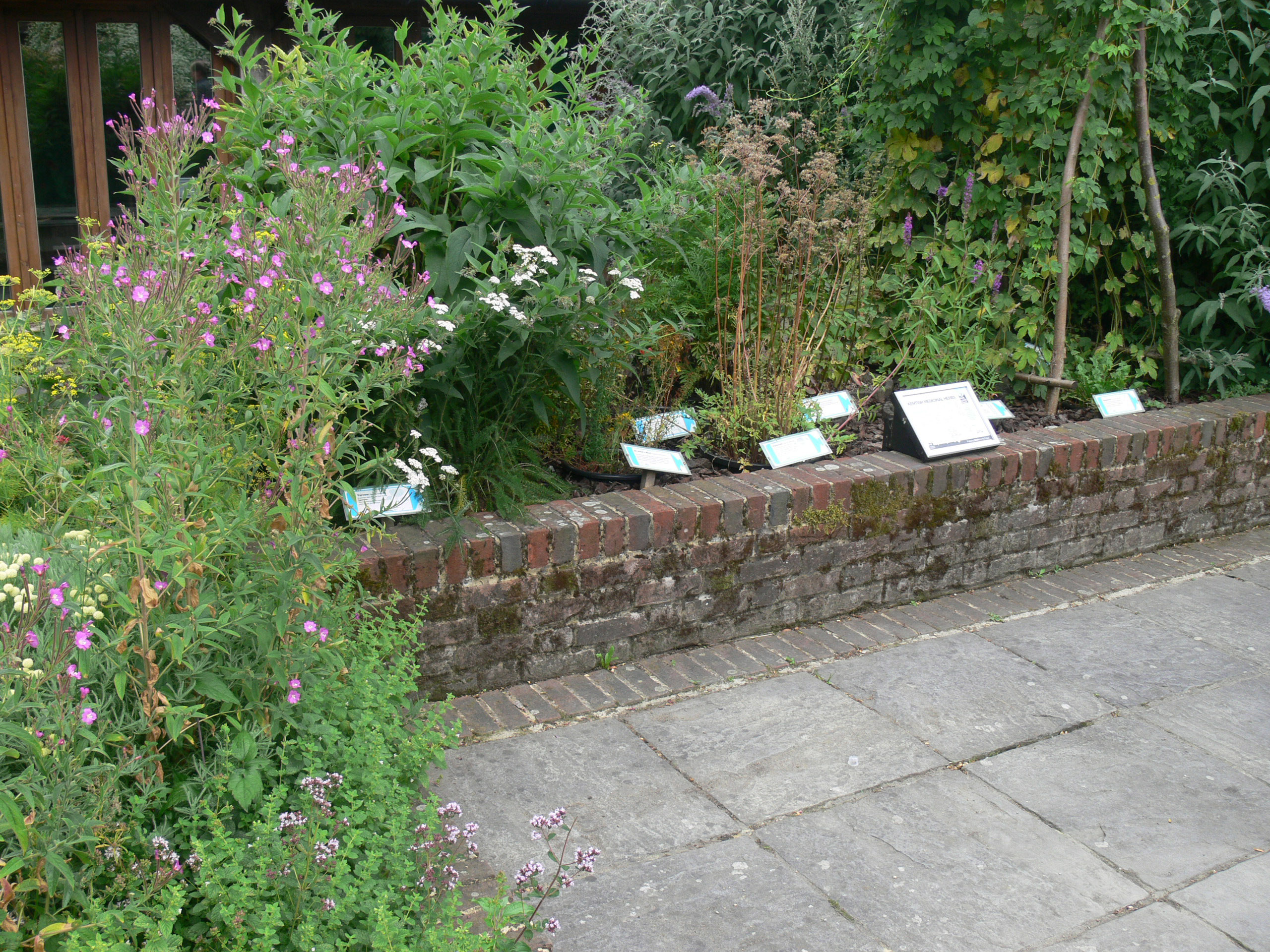
Jardin pédagogique du Bâtiment d'accueil du Kent Wildlife Trust, ONG anglaise de protection de la nature

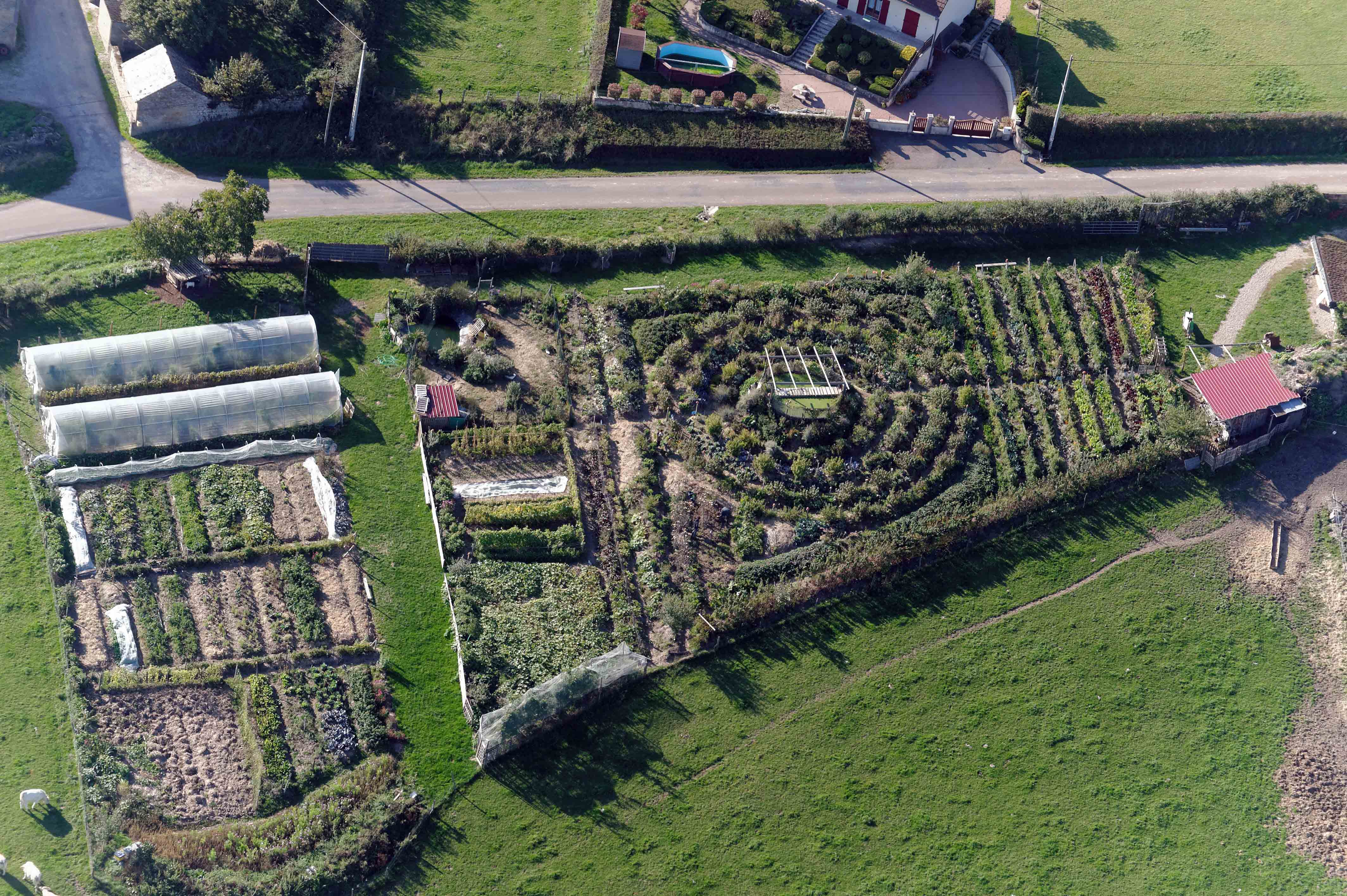
Jardin pédagogique de l'association Alôsnys en Bourgogne.

Un jardin pédagogique est un espace multidisciplinaire permettant l’apprentissage du jardinage et de valeurs comme le travail en commun, la patience, le respect de la nature et d’autrui, dispensé par des activités.

## Description
Il existe de nombreux types dejardins pédagogiques mais il s'agit le plus souvent d'un espace situé dans l'école primaire ou secondaire ou à proximité permettant aux élèves et aux professeurs de cultiver des plantes à des fins pédagogiques. C'est à la fois un lieu d'apprentissage , mais aussi un espace de détente et d'activités ludiques. S'il s'agit d'un jardin potager, les légumes peuvent être consommées par les élèves dans l'école, et ceux en surplus peuvent éventuellement être vendues au bénéfice de l'école. En général le jardin pédagogique a pour principale fonction la production de légumes, fruits et fines herbes, mais il est parfois associé à des activités de plantes mellifères, d'apiculture, de petit élevage

## Exemples
- En Bourgogne, l'association Alôsnys[2] développe depuis 2012 un jardin pédagogique pour accueillir des écoles lors de classes vertes et des centres de loisirs, cultivant le jardin suivant les règles de la permaculture.
- En Suisse, la Ferme de Rovéréaz comprend un jardin pédagogique bio, « Le Jardin aux 1 000 mains »[3].